# Polona Barič
Polona Barič, slovenska rokometašica, *15. maj 1992, Izola.
Baričeva je članica RK Krim in slovenske ženske rokometne reprezentance.  